# Disoidemata osmophora
Disoidemata osmophora là một loài bướm đêm thuộc phân họ Arctiinae, họ Erebidae.